# Усталая Смерть
«Усталая Смерть» (нем. Der müde Tod) — немой художественный фильм Фрица Ланга 1921 года, философско-лирическая притча в стиле киноэкспрессионизма.

## Сюжет
В некоем маленьком городке появляется таинственный незнакомец. Узнав у могильщика, что муниципалитет собирается расширять местное кладбище, он выкупает у города предназначенную для этого землю и за одну ночь воздвигает вокруг неё грандиозную стену без единого прохода.
В город приезжает путешествующие невеста и жених. Они останавливаются в гостинице и веселятся. Но вдруг к их столику подсаживается таинственный незнакомец, и вскоре невеста обнаруживает, что её жених исчез. В отчаянии она ищет его по всему городу, пока не падает в беспамятстве возле зловещей каменной стены. В полночь она видит, как сотни призрачных фигур появляются из ниоткуда и проходят сквозь стену. Среди них и её жених — он умер и уже не сможет вернуться к невесте.
Утром лежащую возле стены девушку находит аптекарь. Он уводит её к себе и пытается привести в чувство. Однако та, улучив момент, выпивает яд, чтобы попасть по ту сторону стены. В стене для неё открывается проход — величественная лестница поднимается к свету. Пройдя по ней, девушка встречается с незнакомцем, который и есть Смерть. Он живёт среди свечей, каждая из которых — человеческая жизнь. Девушка просит Смерть вернуть жизнь её возлюбленному. Погасшую свечу зажечь снова нельзя, отвечает Смерть. Но ему за многие века наскучила незыблемость законов Жизни и Смерти, поэтому он предлагает девушке условие: он отпустит её жениха, если ей удастся спасти любую из трёх судеб в историях, которые ей будут предложены. Девушка соглашается. Смерть делает её участницей поочередно трёх трагических любовных историй — на арабском востоке, в средневековой Венеции и в магическом Китае. Везде она становится невестой, возлюбленный которой обречён погибнуть.
История первой свечи
Зебейде, сестра Халифа, влюблена в европейца Франке. Юноша в женском платье тайно проникает к ней во время религиозной церемонии, но узнан дервишем и вынужден бежать, хотя едва не погибает. Зебейде, опасаясь за его жизнь, хочет спрятать его у себя в покоях, рассчитывая, что во дворце Халифа его не будут искать. Однако юноша, пытаясь по её совету пробраться во дворец, попадает в ловушку, и садовник-палач Эль Мот заживо закапывает его по шею в дворцовом саду.
История второй свечи
Юная венецианка Фьяметта влюблена в молодого дворянина Франческо, но против них строит козни злобный аристократ Джироламо. Чтобы избавиться от него, девушка придумывает план — она пригласит Джироламо на маскарад, заставит его драться на дуэли, а в это время её слуга-арап должен убить Джироламо ударом ножа в спину. Джироламо разгадывает этот план и переправляет записку с приглашением Франческо. Тот является в маске на приём, где Фьяметта в мужском костюме и в маске, думая, что это Джироламо, вызывает его на дуэль. Арап, выбрав момент, убирает Франческо, как и было приказано, и над телом юноши принимает облик Смерти.
История третьей свечи
Тяо-Сен, помощница мага А-Хи, влюблена в юношу Ляна. Император вызывает А-Хи ко двору, чтобы тот развлёк его чудесами. А-Хи, Тяо-Сен и Лян отправляются к Императору на ковре-самолёте, и А-Хи дарит Императору армию маленьких живых воинов и волшебного жеребца. Император доволен, но хочет, чтобы А-Хи подарил ему также приглянувшуюся ему Тяо-Сен. Маг сначала противится, но потом уступает. Лян в отчаянии пытается бежать с девушкой, но пойман и заточён в башню. Тяо-Сен использует магию, чтобы завладеть волшебным жезлом А-Хи, и с его помощью спасает Ляна и сбегает с ним. По их следу отправляется войско, но Тяо-Сен с помощью магии сбивает их со следа. Тогда Император отправляет в погоню Лучника на подаренном магом волшебном скакуне. Заметив погоню, Тяо-Сен превращает себя в статую, а Ляна — в тигра, но Лучник убивает тигра, а у Тяо-Сен не остаётся магии, чтобы снова стать человеком.
Девушке ни разу не удаётся спасти своего возлюбленного. Все три свечи гаснут. Она в отчаянии. Смерть, сжалившись, даёт ей последний шанс — он отпустит её жениха, если она за час найдёт и приведёт к нему хотя бы кого-нибудь, кто ради неё откажется от остатка своей жизни.
Девушка снова оказывается в аптеке. Аптекарь, заметив яд, успевает выбить пузырёк из её руки. Она умоляет его отказаться ради её любви от жизни, но старик выгоняет её. Она обращается с этой же просьбой к нищему, но и тот не хочет расставаться с жизнью. Она идёт в больницу, где слышит, как старухи говорят, что им пришла пора умереть, но когда она радостно предлагает им смерть, они в ужасе бегут от неё. Одна из старух случайно опрокидывает свечу. В больнице начинается пожар. Девушка помогает больным спастись из огня. Когда выясняется, что в горящем доме остался новорожденный ребёнок, она единственная решается броситься за ним и оказывается перед выбором — отдать младенца Смерти в обмен на жизнь своего возлюбленного или спасти ребёнка. Выбор для неё очевиден. Ребёнок спасён, но сама девушка не успевает выбраться из обрушившегося дома.
Смерть ведёт её к возлюбленному и со словами «Отдавший жизнь, жизнь обретает» выводит их души за пределы стен в солнечный мир и, исчезнув, оставляет друг с другом.

## В ролях
- Лиль Даговер — невеста
- Вальтер Янсен — жених
- Бернхард Гёцке — Смерть
- Ханс Штернберг — бургомистр
- Карл Рюккерт — священник
- Макс Адальберт — нотариус
- Вильгельм Дигельман — врач
- Эрих Пабст — учитель
- Карл Платен — аптекарь
- Герман Пиха — портной
- Пауль Рекопф — могильщик
- Макс Пфайфер — ночной сторож
- Георг Йон — нищий
- Лидия Потехина — хозяйка
- Грета Бергер — мать
- Рудольф Кляйн-Рогге — дервиш / Джироламо
- Эдгар Паули — поверенный дервиша

## Прокат
Фильм был приобретён для проката в США компанией Дугласа Фэрбенкса, но не был выпущен в прокат до тех пор, пока Фэрбенкс не воспроизвёл некоторые спецэффекты из него в «Багдадском воре» (1924).

## Художественные особенности
Подробно останавливаясь на работе Фрица Ланга со светом, на отличии используемых им световых эффектов от чисто экспрессионистских, немецкий кинокритик Лотта Айснер писала: «Из всех деятелей кино Ланг в наибольшей степени испытал на себе влияние райнхардтовского стиля, однако, как и Вегенер, он при этом ни в коей мере не утратил самобытности стиля собственного. Наиболее отчётливо влияние райнхардтовских постановок прослеживается в том эпизоде, где действие происходит в Венеции эпохи Возрождения... Как в своё время в спектаклях Райнхардта, так и здесь мы ощущаем яркость и свежесть жизни, характерную для периода кватроченто, видим эпизоды, напоминающие нам рисунки на флорентийских свадебных сундуках».